# Oculobrium zimbabweensis
Oculobrium zimbabweensis är en skalbaggsart som beskrevs av Karl Adlbauer 2005. Oculobrium zimbabweensis ingår i släktet Oculobrium och familjen långhorningar.
Artens utbredningsområde är Zimbabwe. Inga underarter finns listade i Catalogue of Life.